# Дмоховская, Анна Михайловна
Анна Михайловна Дмоховская (1892, Москва — 1978, там же) — российская актриса. Заслуженная артистка РСФСР (1938).

## Биография
С 1914 по 1954 годы была актрисой МХАТа.
За роль Палаги Фёдоровны в фильме «Богатая невеста» (1937) награждена орденом «Знак Почёта» (23.03.1938 — в связи с выпуском выдающихся кинофильмов, получивших единодушное одобрение зрителей, «Ленин в Октябре», «Петр I-ый» и колхозный фильм «Богатая невеста»), орденом Трудового Красного Знамени (1948) и медалями.
Воспитывала своего осиротевшего племянника (сына сестры, осужденной в период сталинских репрессий на 25 лет лагерей) — Александра Георгиевича Дмоховского (1937—1984), который стал известным поэтом-песенником.
Похоронена на Новодевичьем кладбище. Вместе с ней похоронены первый муж — режиссёр и сценарист Ю. А. Желябужский и второй муж — писатель, киноактёр, режиссёр, сценарист, переводчик Г. М. Зелонджев-Шипов.

## Избранные театральные роли
- 1915 — «Осенние скрипки» И. Сургучёва — гостья
- 1916 — «На дне» М. Горького — Василиса, позже — Квашня
- 1917 — «Село Степанчиково и его обитатели» по повести Ф. М. Достоевского — соседка
- 1925 — «Пугачёвщина» К. А. Тренёва — Домаха
- 1926 — «На всякого мудреца довольно простоты» А. Н. Островского — Манефа
- 1929 — «Дядюшкин сон» по повести Ф. М. Достоевского — Наталия Дмитриевна
- 1930 — «Воскресение» по роману Л. Н. Толстого — рыжая женщина
- 1930 — «Три толстяка» Ю. К. Олеши — главный повар
- 1934 — «Пиквикский клуб» по роману Ч. Диккенса — миссис Бардль
- 1944 — «Последняя жертва» А. Н. Островского — Пивокурова
- «Синяя птица» М. Метерлинка— мать
- «У царских ворот» К. Гамсуна — служанка Ингеборг
- «Три сестры» А. П. Чехова — няня

В кино снималась с 1918 года. Сыграла в 15 фильмах.

## Избранная фильмография
- 1918 — «Царевич Алексей»
- 1924 — «Папиросница от Моссельпрома» — Рыбцова
- 1928 — «Заводной жук»
- 1933 — «Марионетки» — 1-я придворная дама
- 1937 — «Богатая невеста» — Палага Фёдоровна
- 1952 — «На дне» — Квашня